# Mojowiryo
Mojowiryo is een bestuurslaag in het regentschap Mojokerto van de provincie Oost-Java, Indonesië. Mojowiryo telt 1468 inwoners (volkstelling 2010).